# Concierto para piano y orquesta (Hess)
El Concierto para piano y orquesta es una obra de Nigel Hess, interpretada por primera vez en 2007. Fue encargado por Carlos de Gales, en memoria de su difunta abuela, la Reina Isabel, La Reina Madre. Con anterioridad, Hess era más conocido como compositor de piezas para cine y televisión.
El concierto fue estrenado por Lang Lang, quien también grabó el trabajo, en julio de 2007, en un concierto en La Iglesia de Santiago, Castle Acre, Norfolk, organizado por la beneficencia Music in Country Churches. Fue nominado para un Classical Brit Award. Entró en el Top 300 Classic FM  en 2008 y salió de en 2011, regresando en 2012 con el n.º 221.

## Movimientos
1. The Smile
2. The Love
3. The Duty